# 葛飾区立東水元小学校
葛飾区立東水元小学校（かつしかくりつ ひがしみずもとしょうがっこう）は、東京都葛飾区東水元にある公立小学校。

## 概要
水元公園のそばに位置する小学校で、東水元2丁目から同6丁目を学区としている。2023年度の児童数は299人で、11学級を有する。
校歌は1983年に制定され、栗原一登が作詞し、寺原伸夫が作曲した。四季の道と題した校歌は4部構成となっており、1部からそれぞれ春・夏・秋・冬の情景が盛り込まれている。
校章は開校後すぐに制定された。水元公園に数万本植えられているのに加え、区の花でもある「ショウブ」がモチーフとなっている。

## 沿革

### 前史
旧緑地地域が指定解除以降に人口が急増し、新たに学校を設ける必要性が高まったことを踏まえ、1978年12月に上新土地区画整理組合へ学校用地の買収を依頼したのが発端となる。翌1月に用地を取得し、1980年4月に整地が完了した。その後、同年10月から校舎の建設に取り掛かり、1982年3月に落成した。開校2か月前（2月1日）に阿比留重義が校長として着任し、開校準備にあたった。4月1日、331人の児童を有する学校として開校した。

### 年表
- 1982年（昭和57年）
  - 2月1日 - 初代校長が着任[8]。
  - 3月20日 - 校舎を落成[6]。
  - 4月1日 - 開校[8]。
  - 4月14日 - 開校記念式典を挙行[8]。
  - 6月1日 - 校章を制定。同日を開校記念日に制定[8]。
  - 8月1日 - 校旗と校章旗を制定[6]。
- 1983年（昭和58年）2月28日 - 校歌（作詞：栗原一登、作曲：寺原伸夫[7]）を制定[6]。
- 1984年（昭和59年）4月21日 - 学校農園（学校園）を設置[8]。
- 1990年（平成2年）7月10日 - 東京都より愛鳥モデル校に指定[8]。
- 2004年（平成16年）5月10日 - 学校開放型児童健全育成モデル事業（わくわく東水元アイリス広場）を開始[8]。
- 2007年（平成19年）11月8日 - 体育館の耐震工事を実施[8]。
- 2008年（平成20年）4月1日 - 東京都人権教育推進校と葛飾区教育研究指定校に指定[8]。
- 2009年（平成21年）3月16日 - プールを改修[8]。

## 教育目標
- 豊かな心で 助け合う子（ゆたかに）
- 自ら考え やりぬく子（かしこく）
- 健康で たくましい子（たくましく）

出典：

## 施設概要

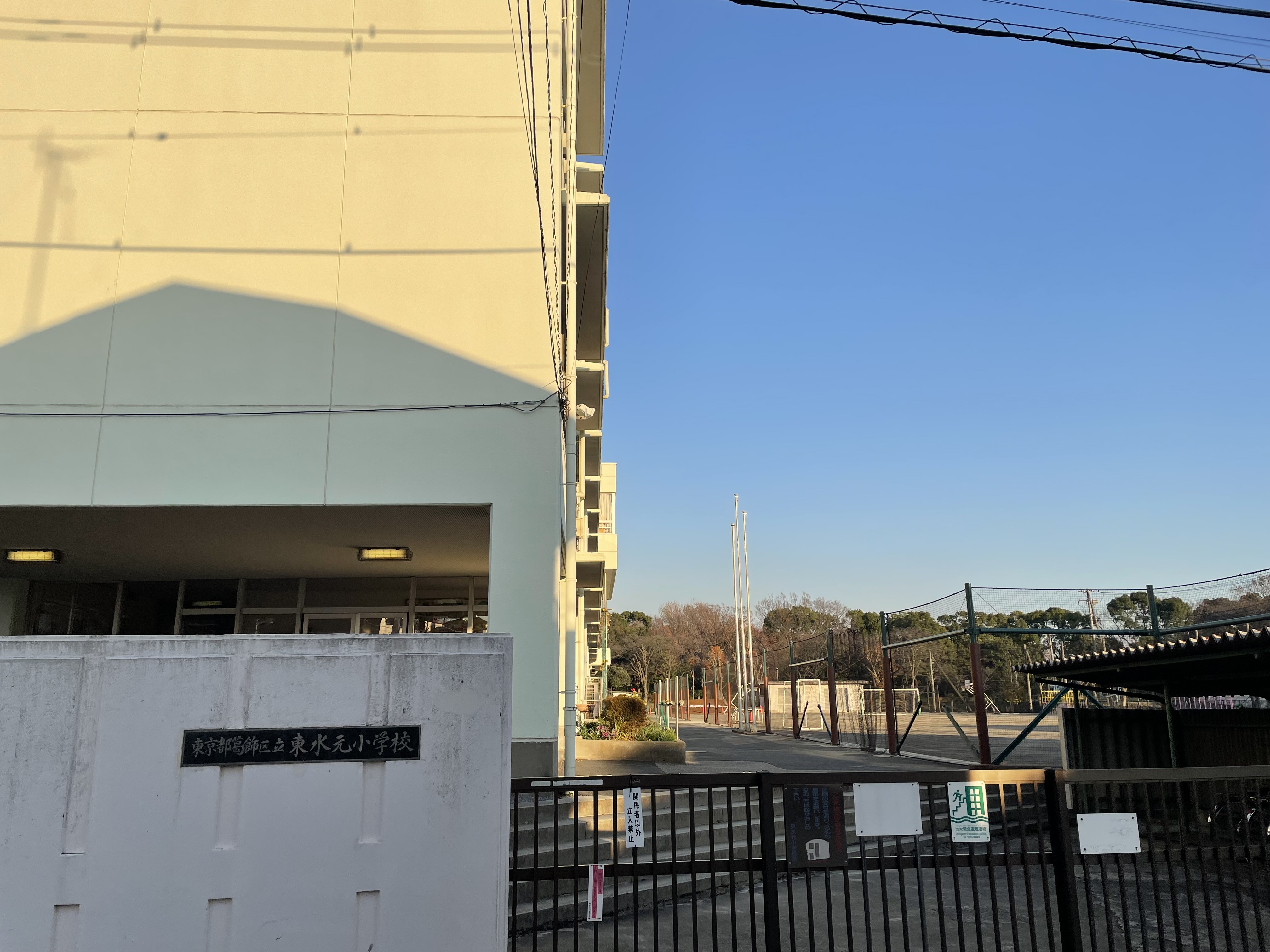
西門前（2021年12月）

主な施設を掲載。
- 校舎（3,841 m2） - 鉄筋コンクリート造3階建て[2]
- 体育館（988 m2） - 鉄筋コンクリート造2階建て[2]
- プール（25m×10ｍ・5コース） - アルミ製[9]
- 校庭
- 東水元小学童保育クラブ[10]（学童保育クラブ） - かつてプレイフィールドがあった場所に建設された[9]。

## 学区
- 葛飾区
  - 東水元2丁目（8-13と28-41の区域）
  - 東水元3丁目
  - 東水元4丁目
  - 東水元5丁目
  - 東水元6丁目

出典：

## 進学先の中学校
葛飾区立東金町中学校（葛飾区東金町）へ進学する児童
- 東水元2丁目

葛飾区立水元中学校（葛飾区水元）へ進学する児童
- 東水元3-6丁目

出典：

## アクセス

### バス
- 「水元そよかぜ園」バス停（京成バス）から徒歩で約5分[4]

## 周辺
- 日枝神社
- 水元公園
- 熊野神社

## 出身者
- 松元克央 - 競泳選手[12]